# 中根仁
中根 仁（なかね ひとし、1966年8月28日 - ）は、宮城県仙台市泉区出身の元プロ野球選手（外野手、右投右打）・コーチ。

## 来歴

### プロ入り前
小学校3年生の頃にリトルリーグで野球を始めた。幼少期はロッテの試合を見に宮城球場によく行き、有藤道世のファンだったという。東北高校3年の1984年、1学年下の佐々木主浩や葛西稔とともに四番・右翼手で全国高校野球選手権に出場。柳井高校、日大一高を破って3回戦進出の立役者となった。高校卒業後は法政大学へ進学。
大学でも右翼手を務め、クリーンアップを任されるようになった1987年の東京六大学野球春季リーグ戦で初のベストナインに外野手として選出される。続く3年秋のリーグ戦では打率.438で首位打者となってリーグ優勝に貢献し、ベストナインにも選ばれた。4年となった1988年は主将を務めたが、春季リーグ戦の途中で骨折をしたため、戦線離脱。秋季リーグ戦ではベストナインとなり、チームも3季連続のリーグ優勝を果たした。
4年間でリーグ戦に通算68試合出場、215打数71安打、打率.330、11本塁打、49打点の成績を残している。なお、大学で初本塁打を放った際には全力疾走して高校の先輩でもある一塁走者の金子誠一を追い抜いてしまった。同年のドラフト会議ではヤクルトスワローズか横浜大洋ホエールズが3位で指名するという話を聞いていたが、近鉄バファローズから2位指名を受け、契約金5200万円、年俸840万円で入団した。当時の新聞報道では契約金5,300万円、年俸600万円（いずれも推定）と報じられたが、誤差があったと中根本人が後年振り返っている。

### 近鉄時代
1989年は一軍キャンプでラルフ・ブライアントや鈴木貴久の打球を見て衝撃を受けたが、走塁や守備は一定の手応えを感じたという。二軍に回ってからは佐々木恭介打撃コーチとともに手がボロボロになるほど練習を重ね、4月のウエスタン・リーグ月間MVPを受賞し、一軍へ昇格。5月3日には対ロッテ戦で一軍初出場を果たし、6月13日の対ロッテ戦では2本塁打を放つなど、1年目から一軍に定着してリーグ優勝に貢献。同年の巨人との日本シリーズには代打や代走として出場し、同年のシーズンオフには年俸1,000万円（推定）で契約を更改した。
右打ちでパンチ力がある、中根とはタイプの近い外野手である村上隆行と数年間にわたってポジションを争い続けた。
1990年のキャンプでは新井宏昌に師事してバント練習に励み、オープン戦では三塁手にも挑戦するなど出場機会を増やすため努力を重ねた。
1992年4月28日の対西武ライオンズ戦で左ヒザ半月板を痛めて6月に手術を受け、8月18日の対ロッテ戦で復帰したため、同年は前年の約半分の52試合の出場に終わる。
1993年は外野手の鈴木貴久がひじの手術を受け、戦列を離れたことなどから出場機会が大きく増え、自己最多の112試合に出場する。調子の波が激しくレギュラー定着はならなかったものの、1,100万円増の年俸3,500万円で契約を更改した。
1994年はキャンプ序盤の2月14日に自打球を当てて右足親指を骨折したが、レギュラーシーズンに入ると好調を維持。いてまえ打線の恐怖の九番打者と呼ばれ、中堅手として64試合に先発出場するなど10本塁打、42打点を記録した。
1995年は左手首を故障し、治療のため全国の病院を回り、試合にはほとんど出場できなかった。さらに秋季キャンプでも再び手首を痛めた。秋に手首の関節軟骨の手術を受けた。
1996年前半はリハビリに集中して、一軍昇格は7月となった。
1997年シーズンオフ、横浜ベイスターズの正外野手・波留敏夫がプロ野球脱税事件に関わったことが発覚し、翌年開幕からの出場停止処分が下されたため、その代役を探していた権藤博監督が中根の獲得を強く要望。これを受け横浜は12月、セットアッパーの佐野重樹が肘の手術で来季絶望となりリリーフ投手の補強を目論んでいた近鉄に、先発転向が失敗し右ひじを痛めて登板機会が減ってはいたが佐々木主浩とのダブルストッパーとして活躍していた盛田幸希を提示すると交換トレードが成立し、中根の横浜移籍が決まった。盛田は過去に最優秀防御率のタイトルを獲得し、さらに同年まで2年連続で開幕投手を務めた横浜の主力投手であり、中根とは「実績や年俸の面でギャップがある」と当事者の中根やベイスターズ取締役の野口善男（法大の先輩）も認める異例のトレードだった。

### 横浜時代
1998年はキャンプから中堅手と右翼手のレギュラーの座を佐伯貴弘、ホセ・マラベ、井上純と4人で争い、それぞれがオープン戦でも好調を維持していた。開幕戦では井上とマラベがスタメン起用されたものの、4月10日の対巨人戦で一番・中堅手として移籍後初の先発出場を果たす。しかし4月14日の対広島戦でダイビング捕球した際に左肩を痛めて1ヶ月半の長期離脱を余儀なくされ、チームも苦戦が続いた。6月に復帰した後は波留も謹慎処分が解け、試合に出場していたため、相手先発投手の左右に応じて佐伯と6番打者・右翼手で起用された。9月6日の対中日戦で本塁に突入した際に右足首を痛めて登録を抹消されたが10日間で復帰し、シーズン通算では70試合に出場。得点圏打率.408の勝負強い打撃はマシンガン打線の中でも異彩を放ち、チームメイトからは「一人いてまえ」と呼ばれ、リーグ優勝に貢献した。同年の日本シリーズでは第3、4戦に先発出場し、第3戦では4打数2安打1打点の成績を残している。オフには活躍が認められ、1,200万円増の年俸6,000万円（推定）で契約を更改した。
1999年にFAの資格を取得してオフに行使し、現状維持の年俸6,000万円で1年契約を結んだ。
2000年は佐伯に加え田中一徳ともポジションを争うようになったが、正一塁手の駒田徳広の不振で佐伯が一塁手に回った事もあり、7月以降は5番・右翼手に定着した。自己最高の打率.325、109安打の打撃成績に加え、好捕賞をテーマとした6月のJA全農Go・Go賞も受賞し、オフには2000万円増の年俸8,000万（推定）で契約を更改した。
2001年9月12日対巨人戦（横浜スタジアム）で、巨人ベンチからの執拗な野次に怒ってベンチに怒鳴り込んだ。
2002年はストライクゾーンが高めに広がった影響などから打撃時に脇腹を痛め、シーズン序盤に登録を抹消された。1999年頃には、将来多村仁が一軍に定着したら自身は引退すると権藤監督に話していたという。
2003年、多村仁の成長や古木克明の外野転向などもあり、若手の出場機会を増やすべきだと感じたことなどから現役引退を決意。10月9日の対広島戦が引退試合となり、3番右翼手として先発出場しクリス・ブロックから左飛を打って第一打席で退いた。

### 現役引退後
2004年から2005年まで横浜ベイスターズのスカウトとなり、松家卓弘、内藤雄太らを担当した。2005年2月には業務提携先の天津ライオンズのキャンプに派遣されて河原隆一とともに臨時コーチを務めた。
2006年に湘南シーレックスの打撃コーチに就任。
2010年にシーレックスの打撃兼外野守備走塁コーチとなる。
2011年からは横浜ベイスターズ一軍打撃コーチに配置転換され、2013年10月1日付けでコーチ契約を結ばないことが通達された。2014年3月からは、引退後のアスリートとファンを繋ぐポータルサイト『アスリート街.com』を立ち上げ運営し、約1300名ほどの元プロ野球選手や審判らが所属する公益社団法人『プロ野球OBクラブ』のWeb統括リーダーも務めている。さらに、プロ野球解説者（2015年までGAORA、2016年からJ SPORTS）として活動している。

## 選手としての特徴
故障が多く年間を通じてレギュラーに定着する事はなかったが、俊足、強肩で守備勘が鋭く、長打力のある外野手として定評があった。一方、体が開きやすいなど打撃の確実性についてはプロ入り当初に課題とされていた。新井宏昌（法大の先輩）は新人時代の中根を見ていずれ自分が追い抜かれると感じたという。左右とも握力は80kgあり、特に上半身の筋肉は入団時から中西太コーチから一人前と認められていた。パワフルなスイングで握力も強かったため、中日の岩瀬仁紀投手との対戦でスライダーをハーフスイングした際、止めたバットがグリップからへし折れて審判にスイングをとられ三振になったことがある。

## 人物
近鉄時代は石井浩郎や光山英和と合同で北九州市でハードな自主トレーニングを行い、結束の強さから「石井軍団」とも呼ばれた。このトレーニングで培った体力が近鉄のハードなキャンプを乗り切るのに役立ったという。
現役時代から周りから愛される兄貴分的な存在で、横浜で左右のライバル関係でもあった佐伯貴弘は、負けて落ち込んだ時にチームの士気を下げないように、自分を抑えて常に周りに気を使いチームメイトを和ませてくれる存在だったと語る。一方で熱い一面もあり、2001年9月12日の対巨人戦で打席に立った際、巨人のコーチから激しい野次を受け、試合終了直後たった一人で巨人のロッカールームに乗り込み抗議に行った事がある。激怒した中根を野次の当事者ではない巨人・原辰徳ヘッドコーチが間に入って制止しその場は収まるが、野球とは関係のない執拗な野次は以前から飛んでいたといい、当時の横浜・森祇晶監督も「巨人たるものあんな汚いヤジを飛ばしたらいかん」と中根を擁護した。
姉と弟がいる。妻は元タレントの堀一美（堀ちえみの妹）。元東京ヤクルトスワローズの中根佑二は甥と言われているが実際は年の離れたいとこである。

## 詳細情報

### 年度別打撃成績
| 年 度      | 球 団      | 試 合 | 打 席 | 打 数 | 得 点 | 安 打 | 二 塁 打 | 三 塁 打 | 本 塁 打 | 塁 打 | 打 点 | 盗 塁 | 盗 塁 死 | 犠 打 | 犠 飛 | 四 球 | 敬 遠 | 死 球 | 三 振 | 併 殺 打 | 打 率 | 出 塁 率 | 長 打 率 | O P S |
| ---------- | ---------- | ----- | ----- | ----- | ----- | ----- | -------- | -------- | -------- | ----- | ----- | ----- | -------- | ----- | ----- | ----- | ----- | ----- | ----- | -------- | ----- | -------- | -------- | ----- |
| 1989       | 近鉄       | 59    | 157   | 144   | 25    | 34    | 5        | 0        | 10       | 69    | 21    | 2     | 1        | 3     | 0     | 10    | 0     | 0     | 44    | 3        | .236  | .286     | .479     | .765  |
| 1990       | 近鉄       | 86    | 213   | 189   | 29    | 41    | 12       | 1        | 3        | 64    | 23    | 3     | 3        | 3     | 2     | 17    | 0     | 2     | 47    | 5        | .217  | .286     | .339     | .624  |
| 1991       | 近鉄       | 103   | 262   | 230   | 47    | 67    | 18       | 1        | 6        | 105   | 18    | 7     | 2        | 7     | 1     | 23    | 1     | 1     | 39    | 3        | .291  | .357     | .457     | .813  |
| 1992       | 近鉄       | 52    | 94    | 81    | 8     | 12    | 4        | 0        | 1        | 19    | 5     | 2     | 0        | 7     | 0     | 6     | 0     | 0     | 21    | 0        | .148  | .207     | .235     | .441  |
| 1993       | 近鉄       | 112   | 324   | 293   | 36    | 77    | 13       | 5        | 8        | 124   | 35    | 18    | 10       | 11    | 1     | 19    | 0     | 0     | 73    | 13       | .263  | .307     | .423     | .730  |
| 1994       | 近鉄       | 103   | 344   | 299   | 52    | 87    | 20       | 3        | 10       | 143   | 42    | 12    | 3        | 8     | 2     | 35    | 0     | 0     | 74    | 5        | .291  | .363     | .478     | .841  |
| 1995       | 近鉄       | 4     | 13    | 10    | 2     | 3     | 1        | 0        | 0        | 4     | 0     | 2     | 1        | 0     | 0     | 3     | 0     | 0     | 2     | 0        | .300  | .462     | .400     | .862  |
| 1996       | 近鉄       | 80    | 257   | 238   | 30    | 58    | 12       | 2        | 8        | 98    | 23    | 0     | 4        | 1     | 2     | 16    | 1     | 0     | 53    | 5        | .244  | .289     | .412     | .701  |
| 1997       | 近鉄       | 45    | 133   | 112   | 10    | 21    | 5        | 1        | 1        | 31    | 9     | 2     | 1        | 2     | 2     | 16    | 1     | 1     | 21    | 1        | .188  | .290     | .277     | .567  |
| 1998       | 横浜       | 70    | 205   | 176   | 25    | 53    | 15       | 1        | 4        | 82    | 31    | 2     | 1        | 1     | 5     | 22    | 0     | 0     | 38    | 6        | .301  | .369     | .466     | .835  |
| 1999       | 横浜       | 71    | 211   | 191   | 23    | 52    | 12       | 1        | 5        | 81    | 25    | 0     | 1        | 0     | 2     | 17    | 0     | 1     | 38    | 3        | .272  | .332     | .424     | .756  |
| 2000       | 横浜       | 103   | 381   | 335   | 38    | 109   | 15       | 1        | 11       | 159   | 61    | 1     | 1        | 0     | 5     | 41    | 4     | 0     | 77    | 8        | .325  | .394     | .475     | .868  |
| 2001       | 横浜       | 104   | 305   | 259   | 38    | 68    | 11       | 0        | 7        | 100   | 33    | 1     | 2        | 7     | 0     | 37    | 3     | 2     | 69    | 4        | .263  | .359     | .386     | .745  |
| 2002       | 横浜       | 58    | 106   | 88    | 6     | 19    | 5        | 0        | 3        | 33    | 12    | 0     | 1        | 1     | 1     | 14    | 6     | 2     | 28    | 0        | .216  | .333     | .375     | .708  |
| 2003       | 横浜       | 42    | 74    | 69    | 3     | 16    | 4        | 1        | 1        | 25    | 13    | 0     | 0        | 0     | 1     | 4     | 0     | 0     | 27    | 2        | .232  | .270     | .362     | .633  |
| 通算：15年 | 通算：15年 | 1092  | 3079  | 2714  | 372   | 717   | 152      | 17       | 78       | 1137  | 351   | 52    | 31       | 51    | 24    | 280   | 16    | 9     | 651   | 58       | .264  | .332     | .419     | .751  |

### 表彰
- JA全農Go・Go賞 （好捕賞：2000年6月）

### 記録
初記録
- 初出場：1989年5月3日、対ロッテオリオンズ5回戦（藤井寺球場）、8回裏に鈴木貴久の代走として出場
- 初盗塁：同上、8回裏に二盗（投手：吉岡知毅、捕手：青柳進）
- 初安打・初本塁打・初打点：1989年5月5日、対西武ライオンズ4回戦（藤井寺球場）、2回裏に工藤公康から左越ソロ

節目の記録
- 1000試合出場：2002年4月7日、対読売ジャイアンツ3回戦（横浜スタジアム）、7回裏にシェーン・バワーズの代打として出場 ※史上377人目

### 背番号
- 27 （1989年 - 1993年）
- 7 （1994年 - 1997年）
- 6 （1998年 - 2003年）
- 80 （2006年 - 2013年）

## 関連情報

### 出演

#### 映画
- レフトフライ（2018年1月13日公開、カエルカフェ、監督：秋原北胤）
- おけちみゃく（2019年1月5日公開、カエルカフェ、監督：秋原北胤） - 富田入道 役